# حالت ابزاری
در دستور زبان، حالت ابزاری (به اختصار INS یا INSTR) یک حالت دستوری است که برای نشان دادن اینکه یک اسم ابزار یا وسیله‌ای است که فاعل به وسیله یا با آن یک عمل را به دست می‌آورد یا انجام می‌دهد، استفاده می‌شود. این اسم ممکن است یک شیء فیزیکی یا یک مفهوم انتزاعی باشد.
این حالت در زبان‌هایی همچون سانسکریت، ارمنی، ترکی استانبولی و ژاپنی کاربری دارد.

## مثال
حالت ابزاری در زبان ترکی استانبولی با افزودن عطف ile («با») و نوع پسوندی آن -(y)lA ایجاد می‌شود. برای نمونه در جمله Arabayla geldi 'او (با استفاده از) ماشین آمد', araba به معنی 'ماشین' و arabayla به معنی 'با (استفاده از) ماشین، با یک ماشین' است.